# Sopwith Triplane
Sopwith Triplane — истребитель-триплан ВВС Великобритании времён Первой мировой войны. Самолёт успешно использовался с начала 1917 года, пока не был заменён выпущенным в конце 1917 года бипланом Sopwith Camel, после чего использовался для обучения пилотов.

## Эксплуатанты
- Великобритания[1][3]
- Франция[1][3]
- Королевство Греция[1][3]
- США[1]
- Российская империя,  СССР[1][3]

## Тактико-технические характеристики
Источник данных: см. Литература

Технические характеристики
- Экипаж: 1
- Длина: 5,73 м (18 футов 10 дюймов)
- Размах крыла: 8 м (26 футов 6 дюймов)
- Высота: 3,2 м (10 футов 6 дюймов)
- Площадь крыла: 21,46 м² (231 футов²)
- Масса пустого: 500 кг (1101 фунтов)
- Максимальная взлётная масса: 700 кг (1541 фунтов)
- Силовая установка: 1 × Clerget 9B, 9-цилиндровый ротативный двигатель)
- Мощность двигателей: 1 × 130 л.с. (1 × 97 кВт)

Лётные характеристики
- Максимальная скорость: 187 км/ч
- Крейсерская скорость: 116 км/ч
- Практическая дальность: 450 км
• Время в полёте: 2 часа 45 минут
- Практический потолок: 6250 м
- Нагрузка на крыло: 29,92 кг/м² (6,13 фунтов/фут²)

Вооружение
- Стрелково-пушечное: 1 × .303 British Виккерс